# Ununge församling
Ununge församling var en församling i Uppsala stift och i Norrtälje kommun i Uppsala län. Församlingen uppgick 2010 i Edsbro-Ununge församling.

## Administrativ historik
Församlingen har medeltida ursprung.
Församlingen utgjorde under medeltiden ett eget pastorat för att sedan åtminstone från 1500-talet till 1962 vara moderförsamling i pastoratet Ununge och Edsbro. Från 1962 till 2010 annexförsamling i pastoratet Edebo och Ununge. Församlingen uppgick 2010 i Edsbro-Ununge församling.

## Kyrkor
- Ununge kyrka